# Rolf Hempel
Rolf Hempel (* 28. Juni 1932 in Reichenbach im Vogtland; † 18. Oktober 2016 in Esslingen) war ein deutscher Kirchenmusiker, Orgelsachverständiger und Komponist.

## Leben
Rolf Hempel besuchte parallel zu seinem Besuch des Gymnasiums als Jungstudent die Robert-Schumann-Akademie in Zwickau, wo er in den Fächern Klavier, Trompete und Komposition unterrichtet wurde. Während der Jahre 1952 bis 1957 verfolgte er ein Musikstudium in Berlin mit dem Hauptfach Komposition/Musiktheorie bei Boris Blacher und Ernst Pepping.
Danach wurde er Lehrbeauftragter für Musiktheorie an der Kirchenmusikschule Esslingen. 1971 wurde er Lehrbeauftragter an der Staatlichen Hochschule für Musik und Darstellende Kunst in Stuttgart, wo er nach einigen Jahren zum Dozenten und 1980 schließlich zum Professor ernannt wurde. In den Jahren 1971 bis 1976 übernahm Hempel parallel die Leitung einer Musikschule. 1983 bis 1985 gestaltete er als Dozent die Stuttgarter Sommerkurse für Neue Musik. 1985 war er Mitgründer der Esslinger Studiokonzerte für Neue Musik. 1988 bis 1990 übernahm er den Posten des Prorektors der Staatlichen Hochschule für Musik und Darstellende Kunst und war von 1990 bis 1997 Rektor derselben.
Neben seinen Lehr- und Führungstätigkeiten in Stuttgart hielt Hempel seit 1985 regelmäßig Kurse in Neuer Musik an den Hochschulen in Lodz (Polen), St. Petersburg (Russland) sowie Peking und Wuhan (China).
Hempel profilierte sich darüber hinaus auch als Komponist. Sein Œuvre umfasst Werke für Stimme, Solo-Instrumente, verschiedenartige Kammermusikbesetzungen, Chor, Orchester und Orchester mit Soloinstrumenten.

## Auszeichnungen
Für sein vielfältiges musikalisches Schaffen wurde Rolf Hempel bei internationalen Kompositionswettbewerben mehrfach ausgezeichnet. Seine Auszeichnungen umfassen unter anderem den Förderpreis der Stadt Stuttgart, den 1. Preis der Musikalischen Jugend Deutschlands sowie den Johann-Wenzel-Stamitz-Preis.

## Werke (Auswahl)
- Mit Freuden zart, Choralvorspiel, Intonation und Begleitsatz für Orgel. Verlag Merseburger, Kassel.
- Ostinati, für Violine, Manuskriptarchiv des Deutschen Tonkünstlerverbandes (DTKV), München, Archiv-Nr. 714.
- Widmungen, für Klavier, Manuskriptarchiv des Deutschen Tonkünstlerverbandes (DTKV), München, Archiv-Nr. 715.
- Kontexturen, für Flöte, Manuskriptarchiv des Deutschen Tonkünstlerverbandes (DTKV), München, Archiv-Nr. 716.
- Farbträume, für 2 Klaviere, Manuskriptarchiv des Deutschen Tonkünstlerverbandes (DTKV), München, Archiv-Nr. 1231.
- Dialog, für Flöte und Orgel (1966). Gewinner des Kompositionspreises der Stadt Stuttgart 1966. Notenmaterial online kostenlos zugänglich durch das Projekt Tobias Bröker.[2]
- Dits für Orgel (1978). Uraufführung: Stuttgart, Rosenbergkirche, 26. November 1978 (Hermann Treff).
- Aus der Tiefe. Psalm 130 für Alt und Orgel. Kopie des Autographs mit hschr. Eintragungen (des Komponisten?) samt Registrierungen für eine Aufführung in „Esslingen“; undatiert, 4 Doppel-Folio-Seiten [Johann-Nepomuk-David-Archiv, Stuttgart].